# Louis René Denis Hubert
Pour les articles homonymes, voir Hubert.
Ne doit pas être confondu avec Louis Hubert.
Louis René Denis Hubert, né le 25 mai 1770 à Saint-M'Hervé, mort le 30 mai 1832 à Saint-Germain-du-Pinel, était un chef chouan, pendant la Révolution française.

## Biographie
Louis Hubert était maréchal-ferrant. À la suite de l'insurrection de 1793, il prit la direction des insurgés du pays de Vitré et s'allia avec Aimé Picquet du Boisguy et Jean Chouan pour prendre La Gravelle, où 1200 soldats républicains furent capturés. À la suite de ce combat il rejoignit les Vendéens à Laval et participa à la Virée de Galerne.
Rentré dans le pays de Vitré, Alexis Louis Gordien du Bouays de Couësbouc prit la tête des chouans du pays et Hubert devint capitaine de la paroisse de Saint-M'Hervé et se distingua au combat du Pont de Cantache.
À la suite de l'arrivée de Toussaint du Breil de Pontbriand, Hubert fut nommé par lui, chef de bataillon et le lieutenant Pierre Carré, dit Piquet, le remplaça dans la compagnie de Saint-M'Hervé.
En 1795, Hubert reçut de Pontbriand le grade de lieutenant-colonel et devint son principal lieutenant.
À la suite du combat de Juvigné, en avril 1796, Joseph de Puisaye remit à Hubert la Croix de Saint-Louis. 
Hubert combattit jusqu'à la pacification en 1800. Après avoir déposé les armes, il reprit son métier de maréchal-ferrant.
Malgré son grand âge, il reprit les armes lors de l'insurrection royaliste dans l'Ouest de la France en 1832 et fut tué lors du combat de Toucheneau (1832), le 30 mai 1832.

## Sources
- Christian Le Boutellier, La Révolution dans le Pays de Fougères, Société archéologique et historique de l'arrondissement de Fougères, 1989
- Toussaint du Breil de Pontbriand,  "Mémoires du colonel de Pontbriand sur les guerres de la chouannerie", Ed° Plon, Paris, 1897.